# Bundesstraße 90
De Bundesstraße 90 (ook wel B90) is een bundesstraße in de Duitse deelstaat Thüringen.
De B90 begint bij Hockeroda en loopt langs de stad Bad Lobenstein naar Gefell. De B90 is ongeveer 46 kilometer lang.

## Routebeschrijving
De B90 begint in Kaulsdorf op aan de B85 en loopt door Leutenberg,  Wurzbach Bad Lobenstein em Ruppersdorf. De B90 kruist bij afrit Bad Lobenstein de A9 en eindigt dan in Gefell op de B2.
B1 · B2 · B4 · B6 · B6n · B7 · B19 · B27 · B62 · B71 · B71n · B79 · B80 · B81 · B84 · B85 · B86 · B87 · B88 · B89 · B90 · B91 · B92 · B93 · B94 · B95 · B96 · B97 · B98 · B99 · B100 · B101 · B107 · B115 · B156 · B169 · B170 · B171 · B172 · B172a · B172b · B173 · B174 · B175 · B176 · B178 · B180 · B181 · B182 · B183 · B183a · B184 · B185 · B186 · B187 · B187a · B188 · B189 · B190 · B190n · B242 · B243 · B244 · B245 · B245a · B246 · B246a · B247 · B248 · B248a · B249 · B250 · B278 · B280 · B281 · B282 · B283 · B285